# Karol Nawrocki

Karol Nawrocki (2025)

Karol Tadeusz Nawrocki (* 3. März 1983 in Danzig) ist ein polnischer Historiker und Politiker. Er ist seit dem 6. August 2025 Staatspräsident Polens.
Von 2021 bis 2025 war er Leiter des Instituts für Nationales Gedenken (IPN). Zuvor war er von 2017 bis 2021 – anfangs kommissarisch – Direktor des Museums des Zweiten Weltkriegs und des Westerplatte-Museums in Danzig und von Juni 2021 bis Juli 2021 stellvertretender Leiter des IPN. Im Februar 2024 schrieb Russland Karol Nawrocki zur Fahndung aus. Hintergrund war der in Polen vorangetriebene Abriss sowjetischer Kriegsdenkmäler.

## Herkunft und Familie
Karol Nawrockis Vater war Dreher in der Danziger Werft, gehörte der Gewerkschaft Solidarność an und emigrierte in den 1990er-Jahren für mehrere Jahre in das Vereinigte Königreich. Seine Mutter ist Buchbinderin. Nawrocki hat eine jüngere Schwester, die als Konditorin in Danzig arbeitet. Mit seiner Ehefrau Marta Nawrocka, einer Finanzbeamtin, hat Nawrocki zwei Kinder. Er zog außerdem einen Sohn aus einer früheren Beziehung seiner Ehefrau groß.

## Sportkarriere
In seiner Jugend spielte Nawrocki für die Fußballmannschaft KKS Gedania (1997–2000) und boxte im Team des RKS Stoczniowiec (2000–2004). Für letzteren erreichte er 2001 den ersten Platz im polnischen Juniorenwettbewerb im Schwergewicht. Anschließend wurde er Spieler und Kapitän des Fußballteams von EX Siedlce Gdańsk, für das er in 96 Spielen 25 Tore erzielte und dessen Abteilung für Kampfsport er 2010 gründete.

## Ausbildung
Nach dem Abitur im Jahr 2002 absolvierte er eine einjährige Ausbildung im Bereich Personalmanagement. Ab 2003 absolvierte Nawrocki ein Studium der Geschichte an der Universität Danzig, das er 2008 abschloss. Seine Magisterarbeit behandelte politische Propaganda im Sportjournalismus des „Dziennik Bałtycki“ (Baltisches Journal) der 1970er-Jahre. 2013 wurde er mit einer Arbeit über öffentlichen Widerstand gegen die kommunistische Herrschaft in der Woiwodschaft Elbląg promoviert. 2023 absolvierte er an der Technischen Universität Danzig das Aufbaustudium „International MBA in Strategy, Programme and Project Management“.

## Tätigkeit als Historiker
Nawrocki arbeitete ab 2009 in Danzig für das Institut für Nationales Gedenken (Instytut Pamięci Narodowej, IPN) und wurde 2014 Leiter des regionalen Büros für öffentliche Bildung (Biuro Edukacji Publicznej). Sein besonderes Interesse galt kommunistischen Verbrechen der Jahre 1945–1956. Er war einer der ersten Historiker, der sich mit der organisierten Kriminalität in Polen in den 1980er-Jahren befasste und schrieb unter dem Pseudonym Tadeusz Batyr eine Biografie über Nikodem Skotarczak, einen der führenden polnischen Mafiabosse der 1980er- und 1990er-Jahre. Insgesamt verfasste er acht Bücher wirkte an drei weiteren mit. Außerdem publizierte er bei histmag.org und in den Blättern Magazyn Solidarność, Polityka und Do Rzeczy. Für die Fernsehsendung „W świetle prawdy“ (Im Licht der Wahrheit) von TVP Gdańsk war er historischer Berater. In den Jahren 2017 bis 2021 war er Direktor des Museums des Zweiten Weltkriegs in Danzig. 2021 kehrte er zum Institut für Nationales Gedenken zurück, zunächst als stellvertretender Leiter und anschließend als dessen Leiter. Er leitete das Museum bis zu seinem Amtsantritt als Staatspräsident 2025.

## Politik
Von 2011 bis 2017 war er Vorsitzender des Stadtbezirksrats von Siedlce. In Danzig setzte er sich 2015 für die Benennung einer Straße nach Jerzy Popiełuszko und für ein Denkmal für Danuta Siedzikówna ein.

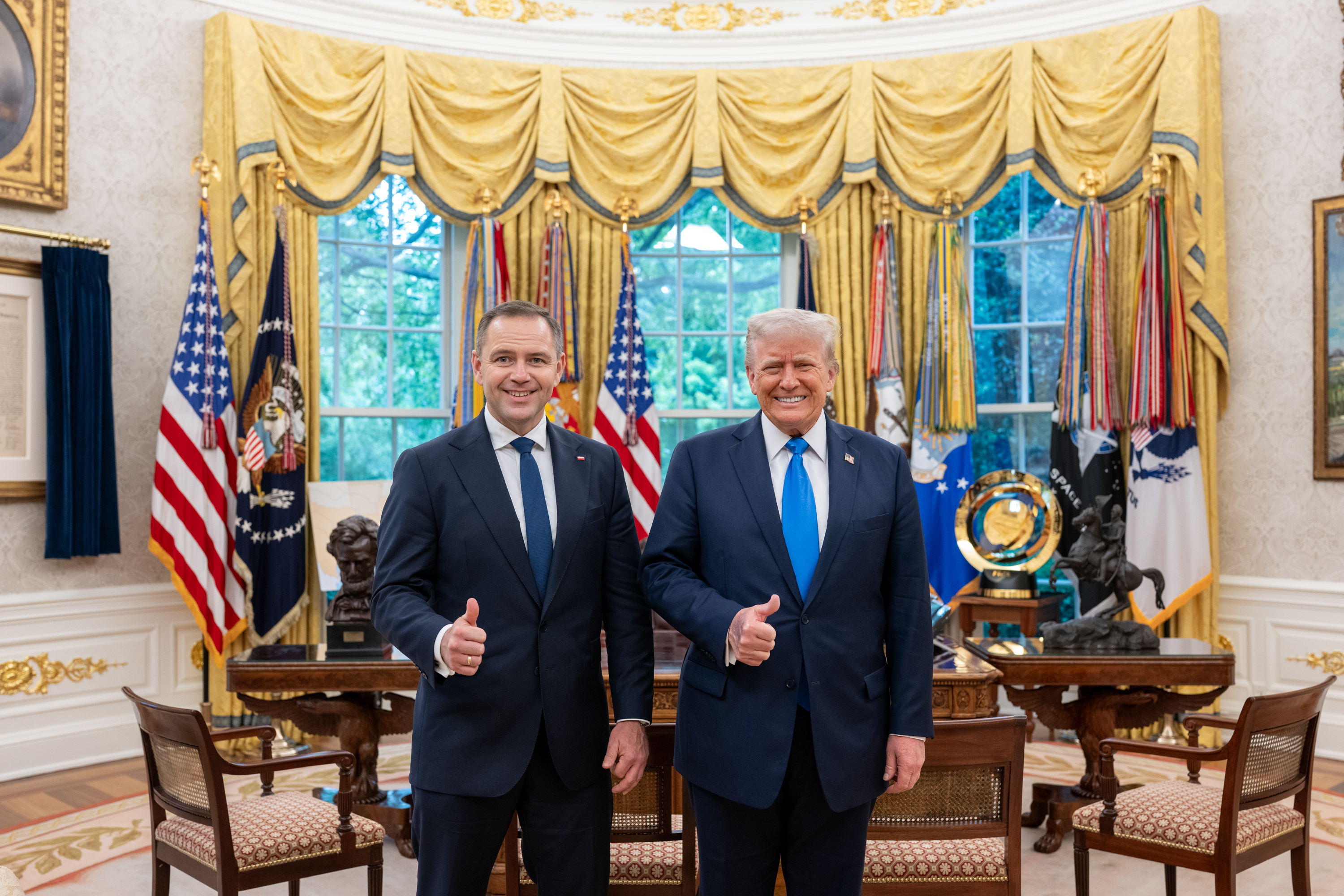
Karol Nawrocki mit Donald Trump während des Wahlkampfs (2025)

Nawrocki wurde seit Juli 2024 als potenzieller Präsidentschaftskandidat gehandelt und im November 2024 von der Partei Recht und Gerechtigkeit (PiS) als parteiloser Kandidat für die Präsidentschaftswahl im Mai 2025 offiziell vorgestellt. Während des Wahlkampfs wurde er von Donald Trump unterstützt und besuchte ihn im Weißen Haus. Er erreichte im ersten Wahlgang 29,54 % der Stimmen. In der Stichwahl setzte er sich mit 50,9 % der Stimmen gegen Rafał Trzaskowski durch. Er trat das Amt am 6. August 2025 an.

### Politische Ansichten
Nawrocki gilt als nationalistisch und konservativ. Er positioniert sich als Gegner von Ministerpräsident Donald Tusk. Er befürwortet die Aufrechterhaltung enger Beziehungen zwischen katholischer Kirche und Staat in Polen. Zudem spricht er sich für ein weitgehendes Abtreibungsverbot aus und lehnt die gleichgeschlechtliche Ehe sowie die Einführung der eingetragenen Lebenspartnerschaft für homosexuelle Paare ab. Außenpolitisch befürwortet er eine weitere Stärkung der polnischen Beziehungen zu den Vereinigten Staaten unter Donald Trump und der NATO, während er eine Vertiefung der europäischen Integration im Sinne eines Föderalismus ablehnt. Er ist Gegner eines NATO-Beitritts der Ukraine. Außerdem befürwortet er die Atomenergie, steht dem Ausbau erneuerbarer Energien skeptisch gegenüber und lehnt den European Green Deal ab.

### Kontroversen
Während des Wahlkampfs berichteten Medien, dass Nawrocki, als er zwischen 2018 und 2020 das Museum des Zweiten Weltkriegs in Danzig leitete, insgesamt 201 Mal in einem Hotelzimmer des Museums übernachtet hat, ohne dafür zu bezahlen, obwohl er nur 5 Kilometer vom Museumsgebäude entfernt wohnte, woraufhin die Staatsanwaltschaft ein Ermittlungsverfahren einleitete.
Nawrocki wird vorgeworfen, gute Kontakte zu Personen aus dem kriminellen Milieu, Hooligans sowie Neonazis zu pflegen. Nawrocki distanzierte sich von diesen Vorwürfen und erklärte, dass er als Historiker an der Resozialisierung von Straftätern beteiligt war, wobei er unter anderem in Gefängnissen unterrichtete und ansonsten nur bei Boxtrainings mit Menschen mit krimineller Vergangenheit zusammenkam. Außerdem gab er an, dass er dreimal (2009, 2014 und 2021) im Zusammenhang mit einem Antrag auf Zugang zu Verschlusssachen einer Sicherheitsüberprüfung durch die polnischen Geheimdienste unterzogen worden sei, in deren Ergebnis ihm die höchste Zugangsstufe – zu streng geheimen Informationen – gewährt wurde.
Im April 2025 gab er während einer Fernsehdebatte an, nur eine Wohnung zu besitzen. Das Portal Onet ermittelte auf Grundlage von Grundbucheinträgen, dass Nawrocki zu dem Zeitpunkt neben der Wohnung, in der er selber lebte, noch eine zweite Wohnung in Danzig besaß, die er 2017 erworben hatte und in der ein älterer behinderter Mann, der frühere Eigentümer, bis 2024 gewohnt hatte. In späteren Veröffentlichungen wurden unter anderem die Umstände und die Art und Weise des Erwerbs dieser Wohnung (bei der es sich ursprünglich um eine Sozialwohnung handelte), die Nichterfüllung seiner Verpflichtung, für den Unterhalt des älteren Mannes zu sorgen, oder die Frage der Zahlung des Kaufpreises in den Medien kontrovers behandelt.
Im Mai 2025 gab er zu, dass er 2009 an einer Hooligan-Schlägerei zwischen rund 140 Fans von Lechia Gdańsk und Lech Posen teilgenommen hat, und nannte diese eine „sportliche Aktivität und ehrwürdigen Kampf zwischen Männern“.
Ebenfalls im Mai 2025 veröffentlichte Onet einen Artikel, in dem anonyme Berichte von Zeugen und Bekannten von Karol Nawrocki zitiert wurden, der im Jahr 2007 als Türsteher in einem Luxushotel in Sopot arbeitete. Den Berichten zufolge soll Nawrocki den Hotelgästen Prostituierte zugeführt haben. Am Tag der Veröffentlichung des Artikels in Onet dementierte Karol Nawrocki die Berichte und reichte anschließend eine Klage gegen das Portal ein.
Die Krakauer Zeitung Tygodnik Powszechny schrieb kurz vor dem ersten Wahlgang der Präsidentschaftswahl, es habe lange keinen Kandidaten mehr gegeben, der „so viele sprichwörtliche Leichen im Keller“ habe wie Nawrocki. Der Historiker Andrzej Nowak, ein Unterstützer Nawrockis, konterte diese Kritik mit dem Argument, dass alle diese Vorwürfe sich auf die Zeit beziehen würden, „als er Anfang zwanzig war“.
Der Erstgutachter von Nawrockis Doktorarbeit, Antoni Dudek, bezeichnete ihn vor der Wahl als den „gefährlichsten Menschen, der in den letzten Jahren in der polnischen Politik aufgetaucht ist“.

## Ehrungen (Auswahl)
- Verdienstkreuz in Silber (Srebrny Krzyż Zasługi), 2021[45]
- Verdienstkreuz in Bronze (Brązowy Krzyż Zasługi), 2017[46]
- Leser der Tageszeitung „Dziennik Bałtycki“ wählten ihn 2016 zur Persönlichkeit des Jahres im Bereich Ehrenamt und 2017 im Bereich Kultur.[47]

## Veröffentlichungen
- Zarys historii NSZZ „Solidarność” Regionu Elbląskiego (1980–1989). Gdańsk 2010
- Wokół elbląskiej „Solidarności”. Gdańsk 2011
- Lechia-Juventus. Więcej niż mecz. Gdańsk 2013.
- Sprawa kwidzyńska 1982. Internowanie, pobicie, proces (Koautor). Gdańsk-Kwidzyn 2012.
- Historia Kwidzyna (1975–1990) (mit Z. Girzyński). In: K. Mikulski, J. Liguz (Hrsg.): Kwidzyn. Dzieje miasta. Kwidzyn 2013.
- Studium przypadku. Opór społeczny wobec władzy komunistycznej w województwie elbląskim (1976–1989) (Dissertation). Elbląg-Gdańsk 2014.
- Szkice z dziejów pomorskiej piłki nożnej (1903–2015) (mit P. Chomickim, W. Wiką). Gdańsk 2015.
- Wielka Lechia moich marzeń (Hrsg. mit J. Wąsowicz). Gdańsk 2015.
- Mapa terroru. Śladami zbrodni komunistycznych w województwie gdańskim (1945–1956). (Hrsg.) Gdańsk 2016.